# Strength (Enuff Z'nuff)
Strength è il secondo album in studio del gruppo Enuff Z'nuff, pubblicato dalla Atco Records nel 1991.

## Tracce
1. Heaven or Hell – 3:45
2. Missing You – 5:10
3. Strength – 5:02
4. In Crowd – 3:08
5. Holly Wood Ya – 3:06
6. The World Is a Gutter – 3:52
7. Goodbye – 4:26
8. Long Way to Go – 1:53
9. Mother's Eyes – 4:37
10. Baby Loves You – 4:07
11. Blue Island – 4:45
12. The Way Home/Coming Home – 5:36
13. Something For Free – 5:31
14. Time to Let You Go – 2:56

## Formazione
- Donnie Vie – voce, chitarra ritmica, tastiere
- Chip Z'Nuff – basso, chitarra, voce
- Derek Frigo – chitarra solista
- Vik Foxx – batteria

### Altri musicisti
- Johnny Frigo – violino e viola nelle tracce 3 e 7.
- Dennis Karmazyn – violoncello nelle tracce 3 e 7.
- Paul Lani – mellotron nelle tracce 7 e 12